# 南島原市立西有家中学校
南島原市立西有家中学校（みなみしまばらしりつ にしありえちゅうがっこう）は、長崎県南島原市西有家町須川にある公立中学校。

## 概要
歴史
1947年（昭和22年）に新制中学校として開校。2012年（平成24年）に創立65周年を迎えた。
校訓
「健康にして徳性高き人」
校章
開校年の1947年（昭和22年）に制定。デザインは松藤小四郎による。
校歌
1961年（昭和36年）に制定。作詞は永野正人、作曲は山口健作による。歌詞は3番まであり、各番に校名の「西有家中学」が登場する。
校区
南島原市西有家地区全域。小学校区は南島原市立西有家小学校。

## 沿革
- 1947年（昭和22年）
  - 4月1日 - 学制改革（六・三制の実施）が行われる。
    - 西有家国民学校の初等科が改組され、「西有家町立西有家小学校」となる。
    - 西有家国民学校の高等科が青年学校の普通科とともに改組され、新制中学校「西有家町立西有家中学校」となる。生徒数は696名（14学級）。

  - 7月 - 校章を制定。
- 1948年（昭和23年）
  - 1月 - 育友会が発足。
  - この年 - 8教室を増築し、二部授業を開始。
- 1949年（昭和24年）4月 - 10教室を増築。生徒会を結成。
- 1951年（昭和26年）8月 - 14教室を増築。
- 1956年（昭和31年）10月 - 校旗を制定。
- 1958年（昭和33年）10月 - 学校庭園「啓明園」が完成。
- 1960年（昭和35年）
  - 5月 - 女子の夏服を制定。
  - 9月 - 女子の冬服を制定。
- 1961年（昭和36年）
  - 3月15日 - 校歌を制定。
  - 11月 - 調理室を新築。鼓笛隊を結成。
- 1962年（昭和37年）4月 - 体育館が完成。生徒数が最大の1,128名（男子581・女子547）を記録する。
- 1963年（昭和38年）10月 - 運動場を拡張。
- 1965年（昭和40年）1月 - 吹奏楽部を編成。
- 1968年（昭和43年）4月 - 特殊学級を設置。
- 1973年（昭和48年）10月 - 新校舎が完成。
- 1976年（昭和51年）- テニスコートを整備。
- 1979年（昭和54年）10月 - 校門を整備。
- 1980年（昭和55年）
  - この年 - 校訓碑を建立。書は北村西望による。
  - 3月 - 部室が完成。
- 1981年（昭和56年）- クラブ活動振興会が設立される。弓道場が完成。グランドピアノを購入。
- 1982年（昭和57年）12月 - 校旗が寄贈される。
- 1983年（昭和58年）- 運動場を改修。
- 1986年（昭和61年）3月 - バスケットボール部女子、新人戦において九州大会に出場。
- 1987年（昭和62年）8月 - 相撲個人の部で全国大会に出場。
- 2006年（平成18年）3月31日 - 南島原市の発足に伴い、「南島原市立西有家中学校」（現校名）に改称。

## 交通
最寄りのバス停は、島鉄バスの「西有家中学校前」バス停である。
最寄りの国道・県道として、国道251号（島原街道）が通過している。
なお、かつては最寄りの鉄道駅として島原鉄道線の西有家駅があったが、2008年（平成20年）3月末をもって廃止された。

## 周辺
- 南島原市役所本庁
- 南島原市立西有家小学校
- 南島原市立西有家学校給食センター
- 長崎県立島原翔南高等学校（旧・長崎県立島原南高等学校）
- 西有家保育園
- 西有家郵便局
- 十八親和銀行西有家支店

## 著名な出身者
- 近藤健一（サッカー選手）
- 永田睦子（バスケットボール選手）※日本代表
- 稲葉早生（バレーボール選手：トヨタ車体クインシーズ）

## 参考資料
- 「西有家町郷土誌」（1998年（平成10年）3月1日発行, 西有家町）p.637 -
- 「長崎新聞に見る長崎県戦後50年史（1945～1995）」（1995年（平成7年）8月9日発行, 長崎新聞社）「西有家町」